# Gaara (Naruto)
Gaara (我愛羅, Gaara), fikcijski lik iz anime i manga serije Naruto kojeg je kreirao Masashi Kishimoto, je bivši Jinchuuriki (jap. "Moć ljudske žrtve") Jednorepog demona Shukaku-a i Peti Kazekage Zemlje Vjetra  (風の国, Kaze no Kuni). Također je najmlađi sin Četvrtog Kazekagea, što ga čini mlađim bratom Kankuroa i Temari.

## Rođenje i mladost
Tijekom poroda, u Gaari je zatočen Shukaku, jenorepi demon tanuki (rakunski pas). Gaarina majka, Karura, je pri tome umrla, ali se nadala da će Gaara osvetiti njezinu smrt. Njen pepeo pomiješan je s pjeskom u ćupu koji Gaara nosi na leđima. Crni prstenovi oko Gaarinih očiju znak su demonovog prisutstva (kao i "brkovi" kod Naruta). Shukaku je također razlog zašto Gaara ne smije spavati te se održava budnim pomoću posebnog jutsu-a jer bi u suprotnom demon mogao zavladati njime.
Gaaru je trenirao njegov otac, ali ga je više odgojio njegov stric, bolnički ninja, Yashamaru. Zbog Shukakuove moći, seljani su mrzili i bojali se Gaare, vidjevši u njemu jedino čudovište. Neko vrijeme se činilo kao da je Yashamaru jedina osoba kojoj je stalo do Gaare; kada je Gaara, pod utjecajem demona, teško ozlijedio ljude, jedino je Yashamaru razumio da to nije namjerno učinio. Gaarin otac, s druge strane, ga nije vidio u istom svjetlu.
Zbog opasnosti koju je Gaara predstavljao, Kazekage je zatražio Yashamarua da ubije Gaaru. Yashamaru je pokušao ubiti Gaaru, ali su ga Gaarine sposobnosti nadvladale. Gaara je sebi pokušavao opravdati taj napad kao Kazekagovu naredbu, ali ga je Yashamaru ispravio rekavši da je svojevoljno prihvatio taj zadatak. Budući da nikada stvarno nije volio Gaaru, mislio je da će ubivši ga osvetiti smrt svoje starije sestre. U zadnjem pokušaju da ubije Gaaru, Yashamaru je detonirao mnogo eksploziva na svom tijelu. No, Gaara je preživio eksploziju bez i jedne rane te izgubio jedinu osobu za koju je smatrao da brine za njega. Od svoje 6. do 12. godine, Gaara je nadvaladao i ubijao mnoge ubojice koje je poslao njegov otac.

## Osobnost
Iako se Gaara trudio biti dobar prema drugima, njihova mržnja i nerazumijevanje, te Yashamarov postupak su ga promijenili. Shvaćajući da ga nitko ne voli, upotrijebio je pijesak da stvori znak na svom čelu (ai-ljubav). Postao je emocionalno nedostupan, tih, i prema svima je osjećao mržnju i odvratnost. Pronašao je zadovoljstvo i razlog za život u ubijanju ubojica poslanih da ga ubiju njega. Gaarina nesanica, uzrokovana strahom da će ga unutarnji demon obuzeti, samo je povećala njegovu nestabilnost i želju za ubijanjem.S vremenom je stvorio kompleks, bio je uvjeren da ce umrijeti ako ne bude ubijao druge.
Prijavljujući se na Chunin ispite, Gaara uživa u ubijanju suparnika u ranim fazama ispita. Kasnije je njegov protivnik Rock Lee. Zahvaljujući svojoj snazi i brzini, Lee je sposoban prevladati mnoge Gaarine obrane, postajući prva osoba koja je ikad udarila Gaaru. Dok ga Lee napada mnogim udarcima, pijesak omogućava Gaari da preživi svaki napad i na kraju pobjedi Leeja. Njegov poznati napad "pješčani lijes" pobjeđuje Leeja i uništava mu lijevu ruku i nogu. Dok je meč zaustavljen od strane Guya koji je primijetio ozbiljnost situacije, Gaara mijenja odluku - mjesto da ubija svakoga koga sretne, odlučio je ubiti one dovoljno jake da ga pobjede.
Gaarine želje su uskoro ostvarene kada mu suparnik postane Sasuke Uchiha tijekom finalnog dijela ispita. Sasuke uspijeva teško ozlijediti Gaaru što dovodi do buđenja demona unutar njega. Kada se Sasuke više nije sposoban boriti i Gaara ga krene ubiti, Naruto dolazi i spašava ga. Zbog želje da spasi prijatelja od Gaare, bori se s njim i na kraju ga uspijeva pobijediti. Shvaćajući da Narutova snaga proizlazi iz želje da zaštiti druge, Gaara napušta svoje prijašnje ideale i odlučuje povećati svoju snagu pomažući drugima. Prvi znak toga je što se ispričava Temari i Kankuru zbog svojeg ponašanja.
Gaarin novi karakter prvi se put pokazuje se tijekom borbe između Rock Leeja i Kimimara, kada dolazi Leeju i sprječava ga od borbe, brinući se da će se samo još više ozlijediti zbog ozljeda iz njihove zadnje borbe.
Kasnije Gaara nasljeđuje prijestolje svoga oca i postaje Kazekage Zemlje Vjetra te se zaklinje da će životom braniti selo i njegove ljude.  
U želji da sakupe sve Repate Zvijeri(Bijuu) članovi udruge Akatsuki (zora), Deidara i Sasori (skorpijon), obavljaju atentat na Gaaru te otimaju maldog Kazekagea i ga potom ubijaju u procesu izvlačenja Shukaku-a iz njega. Gaaru ponovno oživljava starica Chiyo nakon što ga uz pomoć Naruta, Sakure i nekolicine drugih ninja iz Sela Lista otimaju Akatsuki-u.